# مقاطعة والر (تكساس)
مقاطعة والر (بالإنجليزية: Waller  County)‏ هي إحدى المقاطعات في ولاية تكساس، الولايات المتحدة الأمريكية.